# Trophée de France 2008
Navigation
Édition précédente Édition suivante
Le Trophée de France est une compétition internationale de patinage artistique qui se déroule en France au cours de l'automne. Il accueille des patineurs amateurs de niveau senior dans quatre catégories: simple messieurs, simple dames, couple artistique et danse sur glace. En 2008 il s'appelait également Trophée Eric Bompard.
Le vingt-deuxième Trophée de France est organisé du 13 au 16 novembre 2008 au palais omnisports de Paris-Bercy. Il est la quatrième compétition du Grand Prix ISU senior de la saison 2008/2009.

## Résultats

### Messieurs

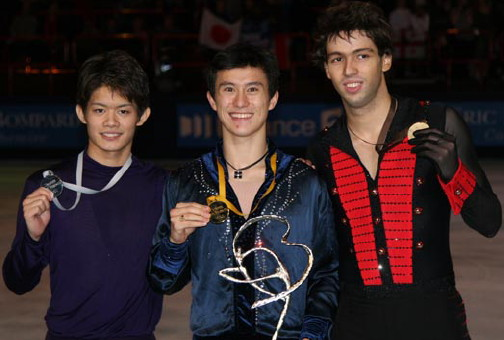
Podium des Messieurs

| Rang    | Nom             | Pays       | Points | Programme court | Programme court | Programme libre | Programme libre |
| ------- | --------------- | ---------- | ------ | --------------- | --------------- | --------------- | --------------- |
| 1       | Patrick Chan    | Canada     | 238.09 | 1               | 81.39           | 1               | 156.70          |
| 2       | Takahiko Kozuka | Japon      | 230.78 | 2               | 77.00           | 2               | 153.78          |
| 3       | Alban Préaubert | France     | 222.44 | 4               | 73.24           | 3               | 149.20          |
| 4       | Brian Joubert   | France     | 221.13 | 3               | 73.75           | 4               | 147.38          |
| 5       | Brandon Mroz    | États-Unis | 189.46 | 6               | 65.44           | 5               | 124.02          |
| 6       | Peter Liebers   | Allemagne  | 176.88 | 8               | 61.59           | 6               | 115.29          |
| 7       | Ryan Bradley    | États-Unis | 175.62 | 5               | 69.35           | 10              | 106.27          |
| 8       | Wu Jialiang     | Chine      | 169.36 | 7               | 62.74           | 9               | 106.62          |
| 9       | Gregor Urbas    | Slovénie   | 167.87 | 11              | 55.01           | 7               | 112.86          |
| 10      | Igor Macypura   | Slovaquie  | 165.20 | 9               | 61.58           | 11              | 103.62          |
| 11      | Andrei Lutai    | Russie     | 160.10 | 12              | 53.33           | 8               | 106.77          |
| 12      | Yoann Deslot    | France     | 156.68 | 10              | 55.65           | 12              | 101.03          |
| Forfait | Kim Lucine      | France     |        |                 |                 |                 |                 |

### Dames

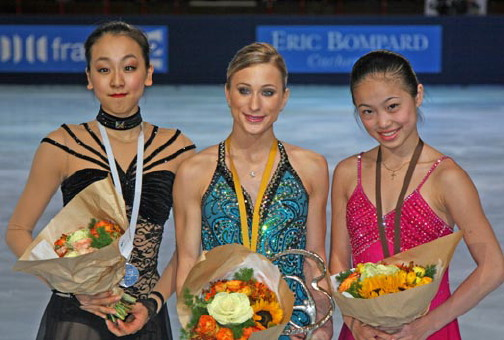
Podium des Dames

| Rang | Nom                     | Pays        | Points | Programme court | Programme court | Programme libre | Programme libre |
| ---- | ----------------------- | ----------- | ------ | --------------- | --------------- | --------------- | --------------- |
| 1    | Joannie Rochette        | Canada      | 180.73 | 1               | 59.54           | 1               | 121.19          |
| 2    | Mao Asada               | Japon       | 167.59 | 2               | 58.12           | 2               | 109.47          |
| 3    | Caroline Zhang          | États-Unis  | 156.54 | 3               | 51.76           | 3               | 104.78          |
| 4    | Candice Didier          | France      | 135.25 | 5               | 47.96           | 4               | 87.29           |
| 5    | Beatrisa Liang          | États-Unis  | 134.29 | 4               | 49.60           | 5               | 84.69           |
| 6    | Xu Binshu               | Chine       | 123.83 | 10              | 40.68           | 6               | 83.15           |
| 7    | Elene Gedevanishvili    | Géorgie     | 121.78 | 9               | 41.48           | 7               | 80.30           |
| 8    | Anastasia Gimazetdinova | Ouzbékistan | 116.99 | 7               | 45.44           | 8               | 71.55           |
| 9    | Emily Hughes            | États-Unis  | 115.48 | 8               | 44.32           | 9               | 71.16           |
| 10   | Gwendoline Didier       | France      | 111.18 | 6               | 47.58           | 10              | 63.60           |

### Couples

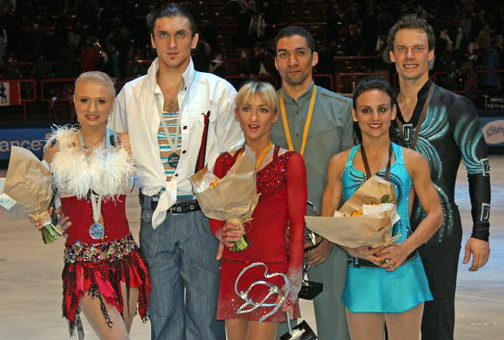
Podium des couples artistiques

| Rang | Nom                                 | Pays       | Points | Programme court | Programme court | Programme libre | Programme libre |
| ---- | ----------------------------------- | ---------- | ------ | --------------- | --------------- | --------------- | --------------- |
| 1    | Aljona Savchenko / Robin Szolkowy   | Allemagne  | 188.50 | 1               | 68.18           | 1               | 120.32          |
| 2    | Maria Mukhortova / Maksim Trankov   | Russie     | 170.87 | 2               | 64.84           | 3               | 106.03          |
| 3    | Meagan Duhamel / Craig Buntin       | Canada     | 166.63 | 3               | 58.66           | 2               | 107.97          |
| 4    | Dong Huibo / Wu Yiming              | Chine      | 140.58 | 4               | 51.12           | 5               | 89.46           |
| 5    | Tiffany Vise / Derek Trent          | États-Unis | 140.00 | 6               | 46.48           | 4               | 93.52           |
| 6    | Adeline Canac / Maximin Coia        | France     | 135.64 | 5               | 47.54           | 6               | 88.10           |
| 7    | Vanessa James / Yannick Bonheur     | France     | 121.15 | 7               | 44.34           | 8               | 76.81           |
| 8    | Mélodie Chataigner / Medhi Bouzzine | France     | 120.06 | 8               | 41.78           | 7               | 78.28           |

### Danse sur glace

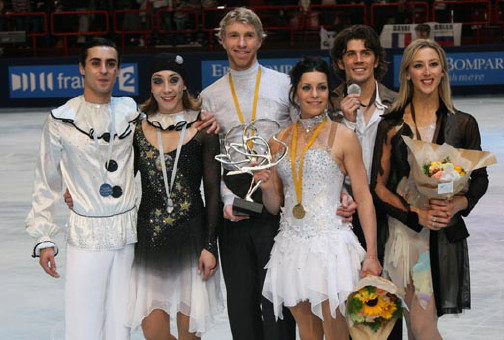
Podium de la danse sur glace

| Rang | Nom                                     | Pays        | Points | Danse imposée | Danse imposée | Danse originale | Danse originale | Danse libre | Danse libre |
| ---- | --------------------------------------- | ----------- | ------ | ------------- | ------------- | --------------- | --------------- | ----------- | ----------- |
| 1    | Isabelle Delobel / Olivier Schoenfelder | France      | 184.81 | 1             | 37.98         | 3               | 55.23           | 1           | 91.60       |
| 2    | Federica Faiella / Massimo Scali        | Italie      | 179.58 | 2             | 34.46         | 1               | 55.79           | 2           | 89.33       |
| 3    | Sinead Kerr / John Kerr                 | Royaume-Uni | 176.96 | 3             | 32.32         | 2               | 55.52           | 3           | 89.12       |
| 4    | Vanessa Crone / Paul Poirier            | Canada      | 171.49 | 5             | 31.75         | 4               | 52.71           | 4           | 87.03       |
| 5    | Pernelle Carron / Matthieu Jost         | France      | 166.84 | 4             | 31.77         | 5               | 52.22           | 5           | 82.85       |
| 6    | Kristin Fraser / Igor Lukanin           | Azerbaïdjan | 158.53 | 6             | 30.05         | 6               | 49.94           | 7           | 78.54       |
| 7    | Ekaterina Rubleva / Ivan Shefer         | Russie      | 156.84 | 7             | 28.44         | 7               | 48.40           | 6           | 80.00       |
| 8    | Jennifer Wester / Daniil Barantsev      | États-Unis  | 142.95 | 8             | 28.02         | 8               | 45.78           | 8           | 69.15       |
| 9    | Zoé Blanc / Pierre-Loup Bouquet         | France      | 134.46 | 9             | 25.19         | 9               | 43.02           | 9           | 66.25       |
| 10   | Joanna Budner / Jan Mościcki            | Pologne     | 124.80 | 10            | 24.73         | 10              | 37.09           | 10          | 62.98       |

## Sources
- Résultats du Trophée Eric Bompard 2008
- Patinage Magazine N°115 (Décembre 2008-Janvier 2009)